# Ізюмівка
Ізю́мівка (до XIX століття — Тамгаджи́, крим. Tamğacı) — село Феодосійського району Автономної Республіки Крим. Розташоване на півдні району.

## Історія
За однією з версій істориків і археологів, Ізюмівка була заснована на місці двох спорожнілих селищ – християнського і мусульманського. Християнське, мабуть, Чурук або Чурук-Су. Воно згадується в «Відомостях про виведених із Криму до Приазов'я християн» від 18 вересня 1778 року, де є запис про виведених 46 греків і 40 вірмен. Мусульманське – Тамагаджи, яке в Камеральному описі Криму 1784 року записане, як Тюпетжик.
Припускають, що корінні жителі тутешніх місць – кримські татари – покинули Тамагаджи-Тюпетжик ще до 1784 року. Мовляв, уже тоді в спорожнілому селищі оселилися відставні солдати Ізюмського гусарського полку, які спочатку дали поселенню назву Ізюмська слобода, а пізніше перейменували в Ізюмівку.

## Населення

### Мова
Розподіл населення за рідною мовою за даними перепису 2001 року:
| Мова              | Кількість | Відсоток |
| ----------------- | --------- | -------- |
| російська         | 702       | 65.73 %  |
| кримськотатарська | 257       | 24.06 %  |
| українська        | 88        | 8.24 %   |
| білоруська        | 7         | 0.66 %   |
| румунська         | 3         | 0.28 %   |
| болгарська        | 3         | 0.28 %   |
| грецька           | 2         | 0.19 %   |
| інші/не вказали   | 6         | 0.56 %   |
| Усього            | 1068      | 100 %    |

## Люди
В селі народився Сметанін Олександр Володимирович (нар. 1949) — український військовий диригент, заслужений діяч мистецтв УРСР.